# ロベール・グランジョン
ロベール・グランジョン （仏：Robert Granjon、1513年 - 1589年11月16日または1590年3月）はフランスの書体デザイナー、印刷業者。活版印刷に用いるパンチカッターや金属活字の書体デザインおよび製作を行ない、とくに現在でも使用されているイタリック体やシビリテ書体を生み出したことで知られる。

## 経歴
グランジョンは1513年頃にパリで生まれた。彼の父親ジャンは書店を営んでおり、グランジョンは1539年から書店の経営を始めた。1543年からは書体のデザインを始め、リヨンの印刷業者、ジャン・ド・トゥルヌの知遇を得て、1555年頃に同地の木版画家、ベルナール・ザロモンの娘と結婚した。その後1560年代半ばにアントウェルペンに居を構え、製本業者のクリストフ・プランタンやジャック・シルヴィウスのもとで働いた。1577年にはローマに移り、カトリック宣教師のために、東洋活字体の製作に取り組んだ。アルメニア文字（1579年）、シリア文字（1580年）、キリル文字（1582年）、アラビア文字（1580-1586年）などの活字を製作し、ローマ・カトリックの出版社「スタンペリア・オリエンターレ・メディセア」の技術顧問を務めていたジャンバティスタ・ライモンディと協力して、多言語版の聖書の印刷を手がけた。

## 印刷史上における功績
彼がデザインした書体は、同時代に活動したクロード・ギャラモンやピエール・オルタンと並び称され、大きな影響力を与えた。研究家のヘンドリック・バルビエによれば、現在グランジョンをオリジナルとする90種類のフォントが同定されている（内訳はイタリック体30、シビリテ体7、ギリシア文字9、ローマン体20、ヘブライ文字2ないし3、東洋文字、音楽文字）。そのなかで、彼がデザインしたイタリック体は19世紀までヨーロッパ全土で使用された。また、のちにシビリテ書体と呼ばれることになる、16世紀なかばの小さなゴシック体を再現した「フランスの手の芸術文字」《lettre francaise d'art de main》の書体もよく知られている。この書体で印刷された初めての本は、1557年に出版されたインノチェンツォ・リンギエリ (Innocenzio Ringhieri)が著した「生と死の対話」であった。この書体の影響力は大きく、グランジョンは1557年12月26日にアンリ2世から向こう10年間、この書体の独占使用権を与えられた。
彼は1589年11月、または1890年3月に死去し、トリニータ・デイ・モンティ墓地に埋葬された。

## Garamond
現在でもグランジョンがデザインしたイタリック体は幅広く使用されており、「Garamond」のブランド名を使用した多くのフォントはグランジョンの作品をベースにしている。たとえば、Adobe Garamond (en)、Garamond Premier (en)、Sabon (en)、Sabon Next (en)、Granjon (en)、EB Garamond (en) などが挙げられる。

## ギャラリー

印刷物
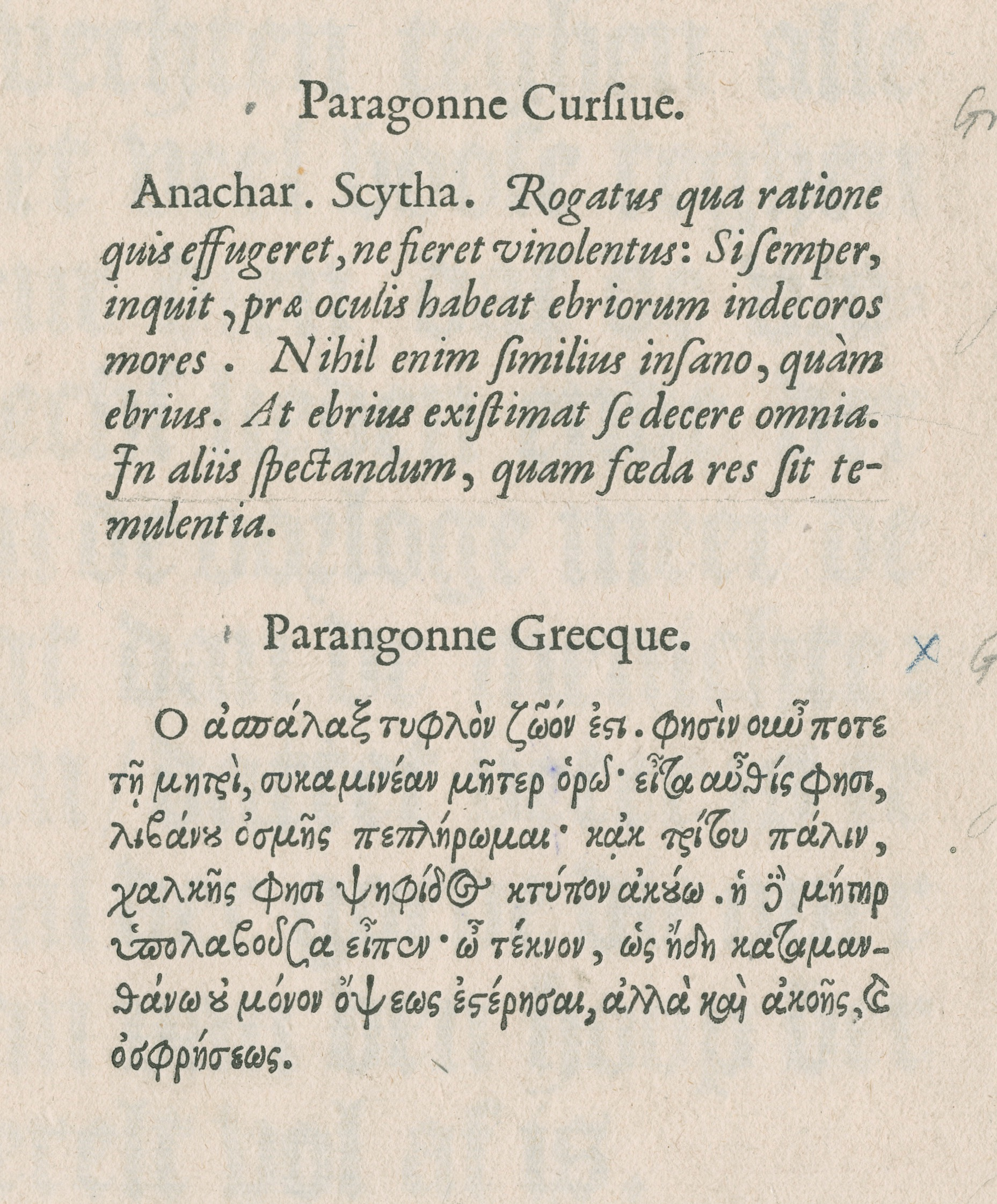
イタリック体とギリシア文字
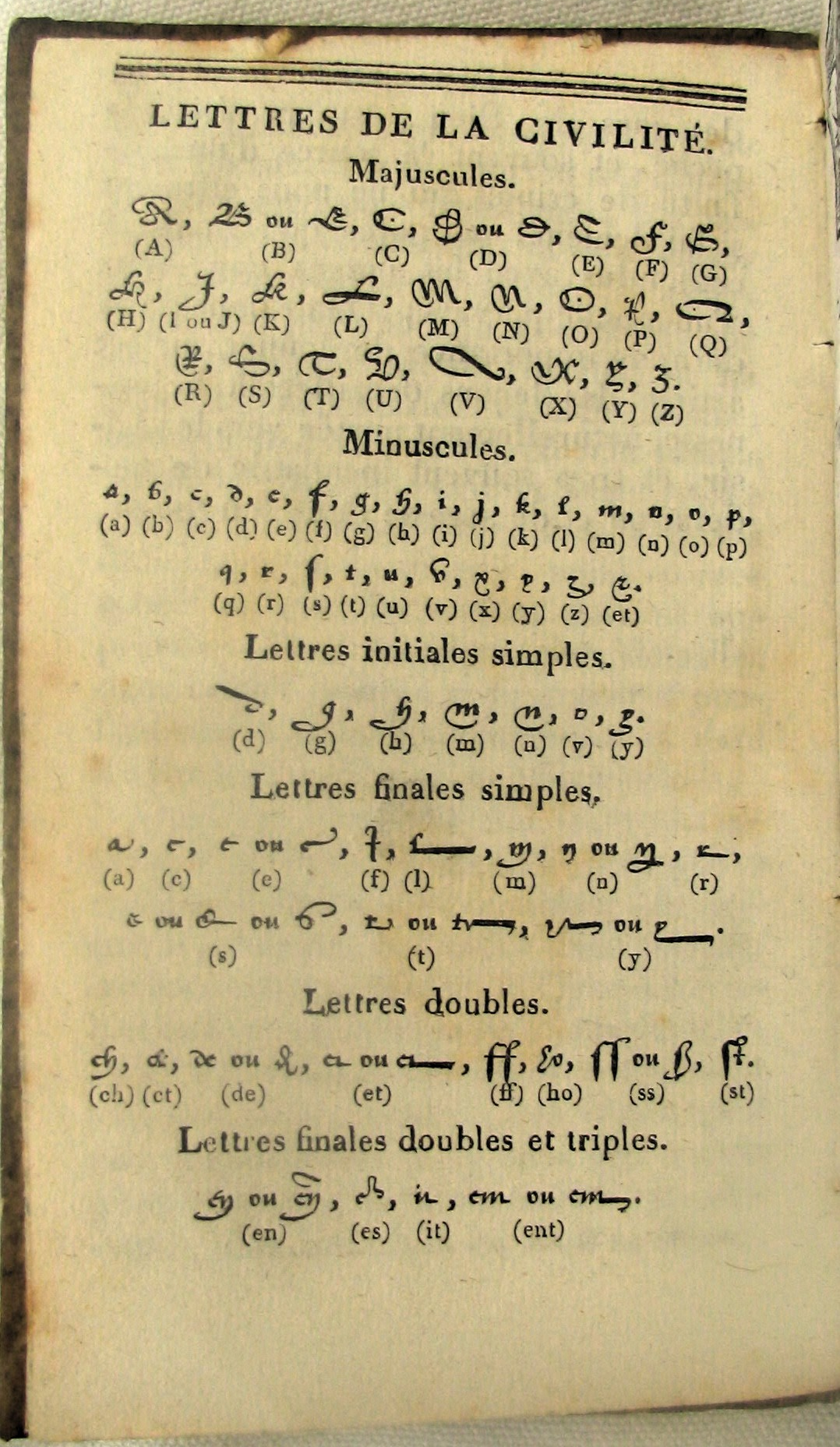
フランスの手の芸術文字
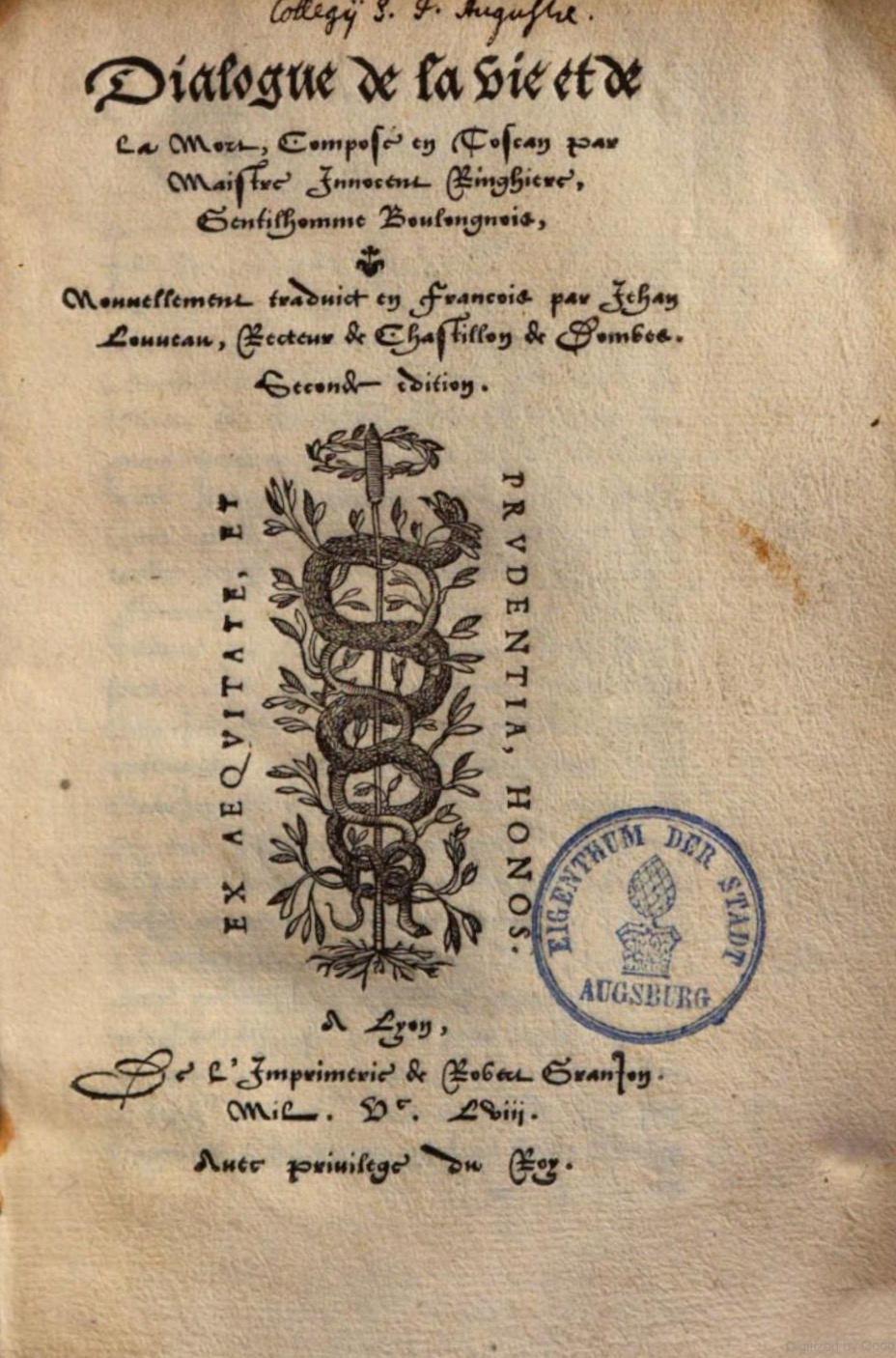
「生と死の対話」標題紙
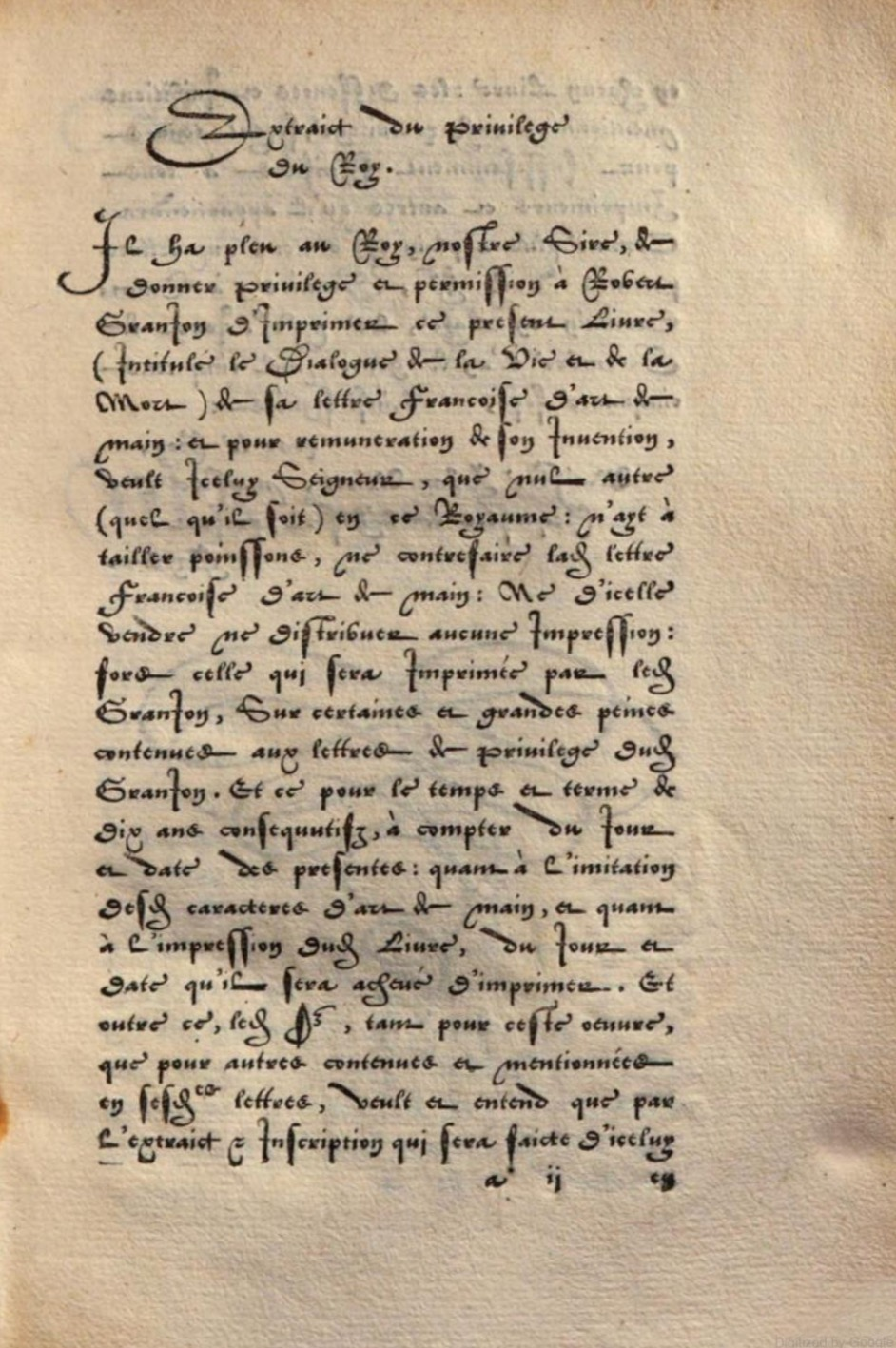
「生と死の対話」本文テキスト

グランジョン作のパンチカッターと活字
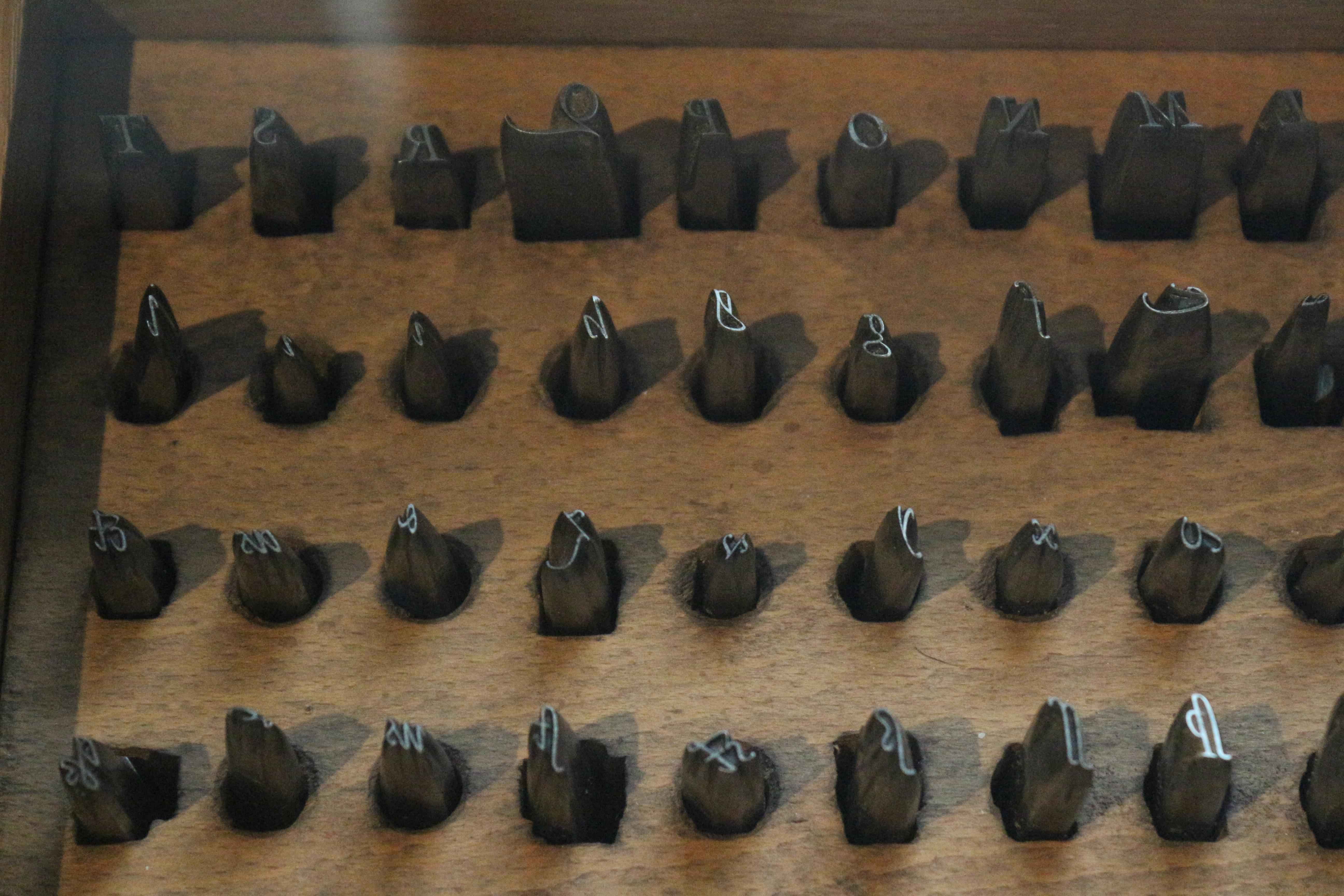
グランジョン作のパンチカッターと活字
- イタリック体のパンチ[16]
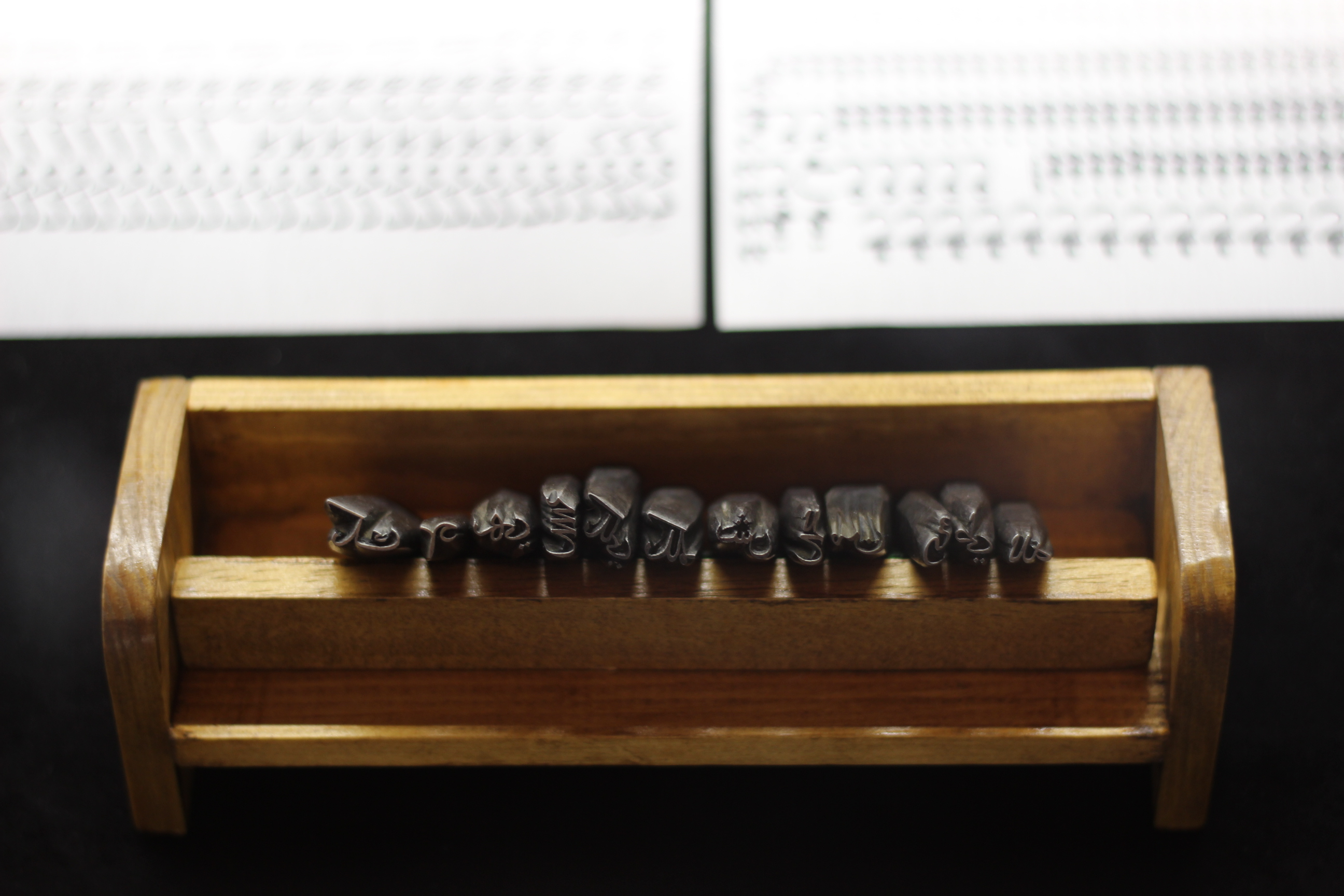
アラビア文字のパンチ
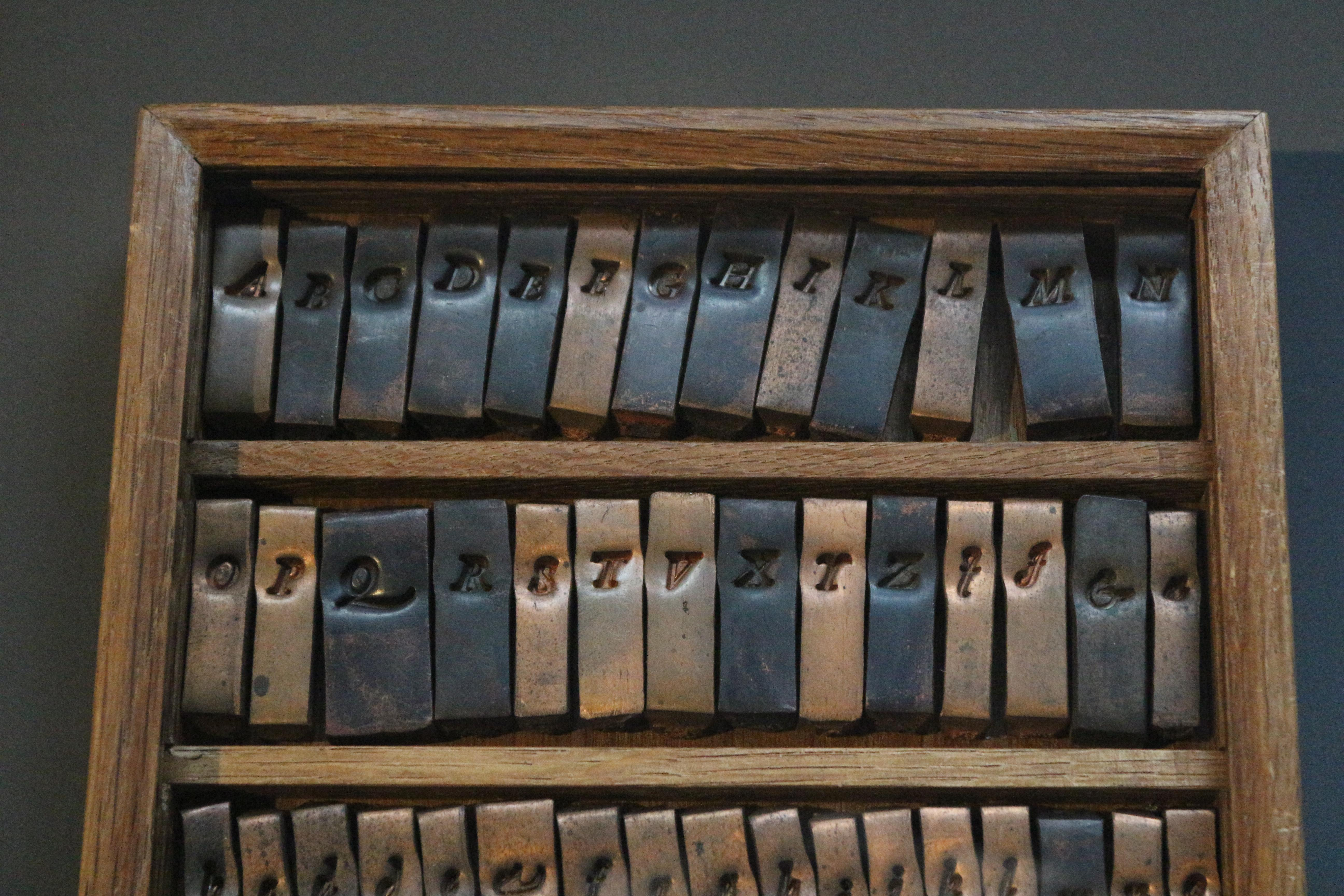
アセンドニカ筆記体活字（大文字）
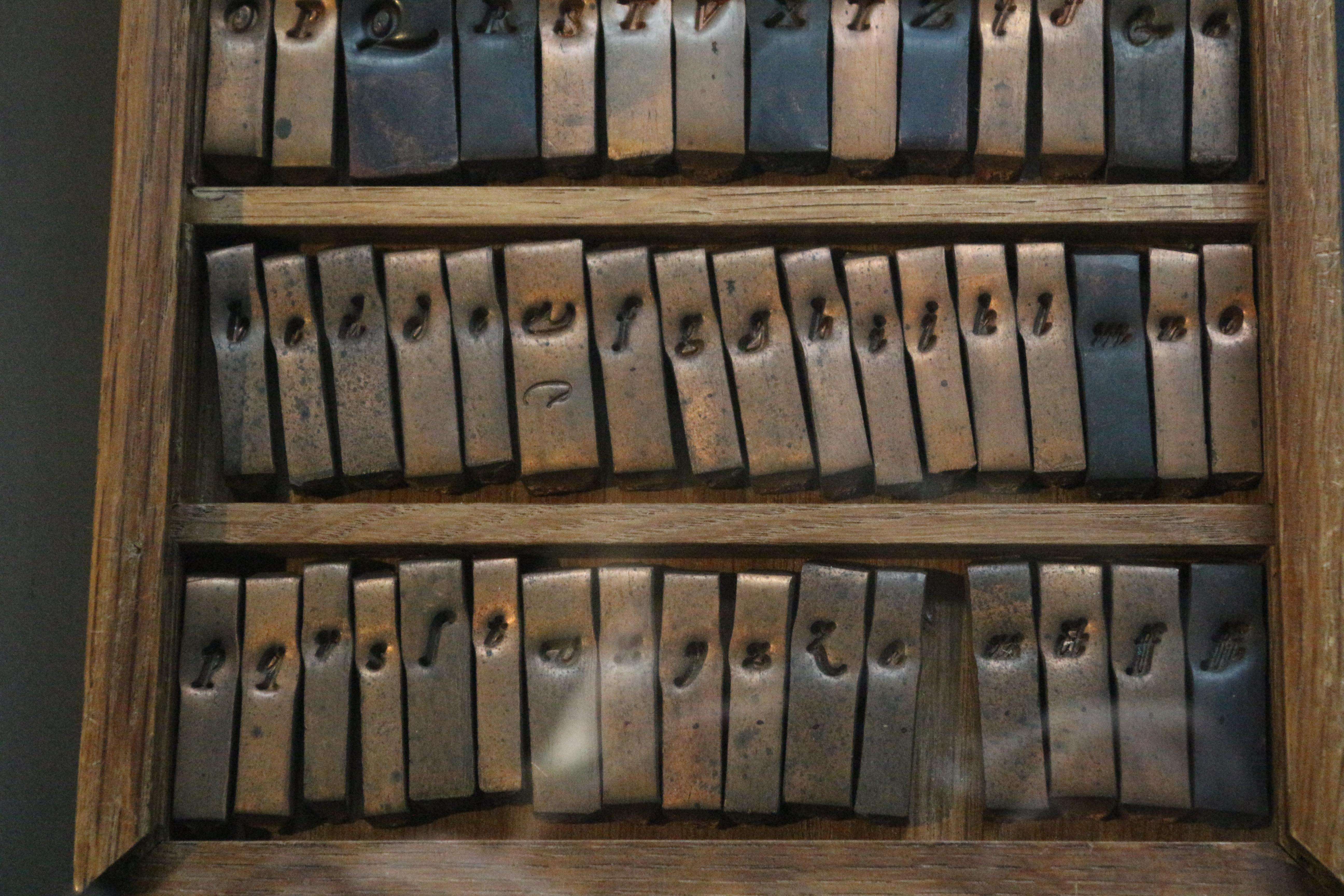
アセンドニカ筆記体活字（小文字）